# Wahlkreis Bologna – Borgo Panigale
Der Wahlkreis Bologna – Borgo Panigale war von 1993 bis 2005 ein Wahlkreis (italienisch collegio elettorale) für die Wahl der Abgeordnetenkammer.

## Wahlkreisgebiet
Der Wahlkreis umfasste den Teil der Gemeinde Bologna, der aus Stadtviertel Borgo Panigale, Corticella, Lame, Saffi, Barca und Santa Viola bestand.

## Wahlergebnisse

### Parlamentswahl 1994

#### Direktstimmen
| Kandidaten               | Kandidaten              | Parteien                                 | Stimmen | %    |
| ------------------------ | ----------------------- | ---------------------------------------- | ------- | ---- |
|                          | Achille Occhettogewählt | Progressisti                             | 52.997  | 59,8 |
|                          | Pier Ferdinando Casini  | Polo delle Libertà (FI – LN – CCD – UdC) | 17.925  | 20,2 |
|                          | Anselmo Ruocco          | Alleanza Nazionale                       | 7.388   | 8,3  |
|                          | Maria Gualandi          | Patto per l’Italia                       | 7.133   | 8,0  |
|                          | Oliviero Toscani        | Lista Marco Pannella – Riformatori       | 3.225   | 3,6  |
| Gesamt                   | Gesamt                  | Gesamt                                   | 88.668  | 100  |
|                          |                         |                                          |         |      |
| Ungültige Stimmen        | Ungültige Stimmen       | Ungültige Stimmen                        | 2.903   | 3,2  |
| Wähler                   | Wähler                  | Wähler                                   | 91.571  | 95,0 |
| Wahlberechtigte          | Wahlberechtigte         | Wahlberechtigte                          | 96.363  |      |
|                          |                         |                                          |         |      |
| Quelle: Innenministerium |                         |                                          |         |      |

#### Listenstimmen
| Parteien                             | Parteien                        | Parteien                           | Stimmen | %    |
| ------------------------------------ | ------------------------------- | ---------------------------------- | ------- | ---- |
|                                      | Progressisti                    | Partito Democratico della Sinistra | 42.873  | 48,0 |
| Partito della Rifondazione Comunista | Progressisti                    | 5.154                              | 5,8     |      |
| Federazione dei Verdi                | Progressisti                    | 2.500                              | 2,8     |      |
| Partito Socialista Italiano          | Progressisti                    | 1.296                              | 1,5     |      |
| Alleanza Democratica                 | Progressisti                    | 1.106                              | 1,2     |      |
| La Rete                              | Progressisti                    | 851                                | 1,0     |      |
| ↳ Gesamt                             | Progressisti                    | 53.780                             | 60,2    |      |
|                                      | Polo delle Libertà              | Forza Italia                       | 12.101  | 13,5 |
| Lega Nord                            | Polo delle Libertà              | 3.235                              | 3,6     |      |
| ↳ Gesamt                             | Polo delle Libertà              | 15.336                             | 17,2    |      |
|                                      | Alleanza Nazionale              | Alleanza Nazionale                 | 8.368   | 9,4  |
|                                      | Patto per l’Italia              | Partito Popolare Italiano          | 4.179   | 4,7  |
| Patto Segni                          | Patto per l’Italia              | 3.844                              | 4,3     |      |
| ↳ Gesamt                             | Patto per l’Italia              | 8.023                              | 9,0     |      |
|                                      | Lista Marco Pannella            | Lista Marco Pannella               | 3.466   | 3,9  |
|                                      | Socialdemocrazia per le Libertà | Socialdemocrazia per le Libertà    | 253     | 0,3  |
|                                      | Partito Democratico             | Partito Democratico                | 137     | 0,2  |
| Gesamt                               | Gesamt                          | Gesamt                             | 89.363  | 100  |
|                                      |                                 |                                    |         |      |
| Ungültige Stimmen                    | Ungültige Stimmen               | Ungültige Stimmen                  | 2.193   | 2,4  |
| Wähler                               | Wähler                          | Wähler                             | 91.556  | 95,0 |
| Wahlberechtigte                      | Wahlberechtigte                 | Wahlberechtigte                    | 96.363  |      |
|                                      |                                 |                                    |         |      |
| Quelle: Innenministerium             |                                 |                                    |         |      |

### Parlamentswahl 1996

#### Direktstimmen
| Kandidaten               | Kandidaten              | Parteien            | Stimmen | %    |
| ------------------------ | ----------------------- | ------------------- | ------- | ---- |
|                          | Achille Occhettogewählt | L’Ulivo             | 58.632  | 69,9 |
|                          | Gian Luca Galletti      | Polo per le Libertà | 25.293  | 30,1 |
| Gesamt                   | Gesamt                  | Gesamt              | 83.925  | 100  |
|                          |                         |                     |         |      |
| Ungültige Stimmen        | Ungültige Stimmen       | Ungültige Stimmen   | 4.455   | 5,0  |
| Wähler                   | Wähler                  | Wähler              | 88.380  | 93,2 |
| Wahlberechtigte          | Wahlberechtigte         | Wahlberechtigte     | 94.865  |      |
|                          |                         |                     |         |      |
| Quelle: Innenministerium |                         |                     |         |      |

#### Listenstimmen
| Parteien                                          | Parteien                             | Parteien                             | Stimmen | %    |
| ------------------------------------------------- | ------------------------------------ | ------------------------------------ | ------- | ---- |
|                                                   | L’Ulivo                              | Partito Democratico della Sinistra   | 39.448  | 46,0 |
| Popolari per Prodi (PPI – SVP – PRI – UD – Prodi) | L’Ulivo                              | 6.043                                | 7,1     |      |
| Rinnovamento Italiano                             | L’Ulivo                              | 2.774                                | 3,2     |      |
| Federazione dei Verdi                             | L’Ulivo                              | 2.110                                | 2,5     |      |
| ↳ Gesamt                                          | L’Ulivo                              | 50.375                               | 58,8    |      |
|                                                   | Polo per le Libertà                  | Alleanza Nazionale                   | 10.196  | 11,9 |
| Forza Italia                                      | Polo per le Libertà                  | 9.929                                | 11,6    |      |
| CCD – CDU                                         | Polo per le Libertà                  | 2.535                                | 3,0     |      |
| ↳ Gesamt                                          | Polo per le Libertà                  | 22.660                               | 26,4    |      |
|                                                   | Partito della Rifondazione Comunista | Partito della Rifondazione Comunista | 7.130   | 8,3  |
|                                                   | Lega Nord                            | Lega Nord                            | 3.152   | 3,7  |
|                                                   | Lista Pannella – Sgarbi              | Lista Pannella – Sgarbi              | 1.912   | 2,2  |
|                                                   | Fiamma Tricolore                     | Fiamma Tricolore                     | 312     | 0,4  |
|                                                   | Nuova Democrazia                     | Nuova Democrazia                     | 162     | 0,2  |
| Gesamt                                            | Gesamt                               | Gesamt                               | 85.703  | 100  |
|                                                   |                                      |                                      |         |      |
| Ungültige Stimmen                                 | Ungültige Stimmen                    | Ungültige Stimmen                    | 2.671   | 3,0  |
| Wähler                                            | Wähler                               | Wähler                               | 88.374  | 93,2 |
| Wahlberechtigte                                   | Wahlberechtigte                      | Wahlberechtigte                      | 94.865  |      |
|                                                   |                                      |                                      |         |      |
| Quelle: Innenministerium                          |                                      |                                      |         |      |

### Parlamentswahl 2001

#### Direktstimmen
| Kandidaten               | Kandidaten            | Parteien           | Stimmen | %    |
| ------------------------ | --------------------- | ------------------ | ------- | ---- |
|                          | Alfiero Grandigewählt | L’Ulivo            | 53.671  | 66,5 |
|                          | Nunzia Massari        | Casa delle Libertà | 23.958  | 29,7 |
|                          | Roberto Cresti        | Lista Di Pietro    | 3.093   | 3,8  |
| Gesamt                   | Gesamt                | Gesamt             | 80.722  | 100  |
|                          |                       |                    |         |      |
| Ungültige Stimmen        | Ungültige Stimmen     | Ungültige Stimmen  | 2.875   | 3,4  |
| Wähler                   | Wähler                | Wähler             | 83.597  | 90,3 |
| Wahlberechtigte          | Wahlberechtigte       | Wahlberechtigte    | 92.527  |      |
|                          |                       |                    |         |      |
| Quelle: Innenministerium |                       |                    |         |      |

#### Listenstimmen
| Parteien                               | Parteien                             | Parteien                             | Stimmen | %    |
| -------------------------------------- | ------------------------------------ | ------------------------------------ | ------- | ---- |
|                                        | L’Ulivo                              | Democratici di Sinistra              | 32.679  | 40,3 |
| La Margherita (Dem – PPI – RI – Udeur) | L’Ulivo                              | 10.976                               | 13,5    |      |
| Il Girasole (FdV – SDI)                | L’Ulivo                              | 1.576                                | 1,9     |      |
| Partito dei Comunisti Italiani         | L’Ulivo                              | 1.201                                | 1,5     |      |
| ↳ Gesamt                               | L’Ulivo                              | 46.432                               | 57,2    |      |
|                                        | Casa delle Libertà                   | Forza Italia                         | 14.082  | 17,4 |
| Alleanza Nazionale                     | Casa delle Libertà                   | 8.247                                | 10,2    |      |
| CCD – CDU                              | Casa delle Libertà                   | 1.117                                | 1,4     |      |
| Lega Nord                              | Casa delle Libertà                   | 918                                  | 1,1     |      |
| Nuovo PSI                              | Casa delle Libertà                   | 724                                  | 0,9     |      |
| ↳ Gesamt                               | Casa delle Libertà                   | 25.088                               | 30,9    |      |
|                                        | Partito della Rifondazione Comunista | Partito della Rifondazione Comunista | 4.287   | 5,3  |
|                                        | Lista Di Pietro                      | Lista Di Pietro                      | 2.828   | 3,5  |
|                                        | Lista Emma Bonino                    | Lista Emma Bonino                    | 1.775   | 2,2  |
|                                        | Democrazia Europea                   | Democrazia Europea                   | 652     | 0,8  |
|                                        | Paese Nuovo                          | Paese Nuovo                          | 63      | 0,1  |
|                                        | Abolizione Scorporo                  | Abolizione Scorporo                  | 29      | 0,0  |
| Gesamt                                 | Gesamt                               | Gesamt                               | 81.154  | 100  |
|                                        |                                      |                                      |         |      |
| Ungültige Stimmen                      | Ungültige Stimmen                    | Ungültige Stimmen                    | 2.440   | 2,9  |
| Wähler                                 | Wähler                               | Wähler                               | 83.594  | 90,3 |
| Wahlberechtigte                        | Wahlberechtigte                      | Wahlberechtigte                      | 92.527  |      |
|                                        |                                      |                                      |         |      |
| Quelle: Innenministerium               |                                      |                                      |         |      |